# 台湾鉄路管理局EMU300型電車
台湾鉄路管理局EMU300型電車 (たいわんてつろかんりきょくEMU300がたでんしゃ)は、台湾鉄路管理局（台鉄）の自強号用交流電車である。

## 概要
西部幹線の自強号は長らくEMU100型によって運用されていたが、慢性的混雑のため増発することとなり、1987年に製造したEMU200型に続きイタリアのソシミ社（SOCIMI、Società Costruzioni Industriali Milano）のミラノ工場にて1988年に製造され、1989年より運用開始された。
EMU200型と同じく、制御電動車2両、付随車1両の1編成3両で、車内設備等もEMU200型と同様である。8編成計24両が製造された。
最高速度をEMU100・EMU200型よりも10km/h向上して130km/hとしたことでより高速な運転が可能となり、初の営業運転では、台北 - 高雄間を3時間47分で走破する時刻設定が行われた。これはのちのE1000型自強号の最速達列車（所要3時間59分）よりも速く、TEMU2000型「普悠瑪号」（自強号扱い、所要3時間36分）が西部幹線全線に投入された2016年4月まで最速記録であった。
しかし、ソシミ社の倒産により予備部品の確保が困難となり状態不良車が出始め、1993年には、2日間連続で脱線事故を起こすに至った。原因調査のために全車の検査を行ったところ、台車に亀裂が発見されたため、台車の更新が行なわれるとともに、最高速度も105kmまでに抑えられた。その結果、運用区間も台北近郊の区間に限定されることになった。
1997年には問題の多かった台車を交換して安全性向上を図った。
2008年からは手動ドアであった乗降口の自動化を初めとする接客設備の更新を開始し、2011年までに全車の作業を完了した。
2015年現在も臨時運用を除いては高雄まで乗り入れる運用には入らず、主に基隆～彰化間の自強号に使用されている。
2021年4月21日より故障多発により全編成が運用を一時離脱した。
2021年11月19日のダイヤ改正から金曜日のみ運転される七堵～彰化間の自強号で運用復帰したが、2021年11月26日に故障のため、運用を離脱した。
2023年1月14日に廃車回送され、全編成が除籍された。

## 列車編成
3両固定編成。
|       |       |        |  |  |  |  |  |  |  |  |  |  |  |  |  |
| EM300 | EP300 | EMC300 |  |  |  |  |  |  |  |  |  |  |  |  |  |

- EM制御電動車：形式EM300，全8両。
- EPパンタグラフ付中間付随車：形式EP300，全8両。
- EMC制御電動車：形式EMC300，全8両。

## 走行区間
七堵機務段所属で、2021年11月24日現在、営業列車には入っていない。